# Jean-Pierre Boudy
Pour les articles homonymes, voir Boudy (homonymie).
Jean-Pierre Boudy, né en juillet 1944 en Dordogne, est un ingénieur français automobile qui s’est illustré aux 24 heures du Mans et en Formule 1 par ses conceptions et ses réalisations de moteurs des années 1970 aux années 2000, il fut un contributeur au développement du sport automobile et de la Formule 1 en France.

## Biographie

### Chez Gordini puis Renault Sport
Jeune diplômé de l'École nationale supérieure d'arts et métiers, il s'engage, en 1969, chez Gordini. 
En 1970, après la reprise par Renault, il est chargé de la conception d’un moteur V6 atmosphérique destiné aux rallyes, qui sera ensuite utilisé pour le championnat d’Europe des Sport-Prototypes sous les couleurs Alpine, en Formule 2 et aux 24 Heures du Mans où il est victorieux. 
En 1975, avec François Castaing et Bernard Dudot, il travaille sur le prototype de Formule 1 qui donne naissance, en 1977, au châssis Renault RS01 et au moteur EF01 (V6 turbo, 1,5 litre) qui permettent à Jean-Pierre Jabouille de s'aligner en championnat du monde et de remporter le Grand Prix de France 1979 à Dijon.

### Chez Peugeot Sport
En 1983, Peugeot Sport, sous l'impulsion de Jean Todt, s'oriente vers le rallye avec des moteurs turbocompressés (Peugeot 205 Turbo 16, puis Peugeot 405 Turbo 16) et fait appel à Jean-Pierre Boudy pour la conception de la motorisation. Afin de réduire le temps de réponse entre la remise de gaz par l'accélérateur et la montée en régime des turboscompresseurs, Boudy avait inventé, chez Renault Sport, un dispositif de préventilation des turbocompresseurs leur donnant un minimum de vitesse de rotation afin qu'ils ne démarrent pas à partir d'un arrêt complet ; chez Peugeot Sport, il perfectionne l'idée qui aboutit au dispositif de prérotation, encore plus efficace. 
En 1988, il participe au lancement du projet Peugeot 905 avec la conception d'un moteur V10 (3,5 litre 650 chevaux) alors qu'André de Cortanze dessine le châssis : la voiture remporte le championnat du monde des Sport-Prototypes 1992, ainsi que les 24 Heures du Mans 1992 et 1993. 
En 1994, il devient ingénieur en chef pour la motorisation des écuries de Formule 1 avec un nouveau moteur Peugeot V10 (3,5 litres, 700 chevaux à 14 250 tr/min). McLaren Racing, le premier client, obtient huit podiums sur la saison. Jordan Grand Prix  lui succède de 1995 à 1997 avec moins de succès. En 1996, Jean-Pierre Boudy devient directeur technique de Peugeot sport. De 1998 à 2000, Peugeot équipe Prost Grand Prix avec pour meilleure performance une sixième place au Grand Prix de Belgique 1998. Jean-Pierre Boudy quitte Peugeot Sport avec l'arrêt de la motorisation des Formule 1 :  son dernier moteur (A20) de 3 litres de cylindrée, développait 800 chevaux à 16 200 tr/min.

### Le projet PURE
En 2011, sous l'impulsion de Craig Pollock, Jean-Pierre Boudy rejoint une équipe composée de Christian Contzen et de Gilles Simon, pour le lancement du projet PURE (Production Universelle et Récupération d’Énergie) dont l'objectif est la réalisation d'un moteur de Formule 1 à  4 cylindres en ligne de 1,6 litre turbocompressé qui serait fourni, dès 2013, aux constructeurs de châssis pour un coût raisonnable mais le projet avorte rapidement.